# Cosoba
Cosoba è un comune della Romania di 2,406 abitanti, ubicato nel distretto di Giurgiu, nella regione storica della Muntenia.